# Мроча (гмина)
Мроча (пол. Mrocza) — гмина (волость) в Польше, входит как административная единица в Накловский повет, Куявско-Поморское воеводство. Население — 9090 человек (на 2004 год).

## Сельские округа
1. Бяловежа
2. Веле
3. Витослав
4. Выжа
5. Дронжно
6. Джевяново
7. Изабеля
8. Езорки-Забартовске
9. Казмежево
10. Косово
11. Крукувко
12. Матыльдзин
13. Острово
14. Росцимин
15. Самсечинек

## Соседние гмины
1. Гмина Венцборк
2. Гмина Лобженица
3. Гмина Накло-над-Нотецью
4. Гмина Садки
5. Гмина Сиценко
6. Гмина Сосьно